# Oogringdistelstaart
De oogringdistelstaart (Asthenes palpebralis; synoniem: Schizoeaca palpebralis) is een zangvogel uit de familie Furnariidae (ovenvogels).

## Verspreiding en leefgebied
Deze soort is endemisch in centraal Peru.

## Status
De grootte van de populatie is niet gekwantificeerd. Aangenomen wordt dat de soort vrij algemeen is, hoewel veel gebieden met geschikt habitat nog niet zijn onderzocht. Op de Rode lijst van de IUCN heeft deze soort de status niet bedreigd.